# Coppa del Mondo di sci alpino 1991
La Coppa del Mondo di sci alpino 1991 fu la venticinquesima edizione della manifestazione organizzata dalla Federazione Internazionale Sci; nel corso della stagione si tennero a Saalbach-Hinterglemm i Campionati mondiali di sci alpino 1991, non validi ai fini della Coppa del Mondo, il cui calendario contemplò dunque un'interruzione tra gennaio e febbraio.
La stagione maschile ebbe inizio l'8 agosto 1990 a Mount Hutt, in Nuova Zelanda, e si concluse il 23 marzo 1991 a Waterville Valley, negli Stati Uniti; furono disputate 27 delle 30 gare previste (7 discese libere, 3 supergiganti, 7 slalom giganti, 9 slalom speciali, 1 combinata), in 16 diverse località. Il lussemburghese Marc Girardelli si aggiudicò sia Coppa del Mondo generale, sia quella di slalom speciale; lo svizzero Franz Heinzer vinse le Coppe di discesa libera e di supergigante e l'italiano Alberto Tomba quella di slalom gigante. Lo svizzero Pirmin Zurbriggen era il detentore uscente della Coppa generale.
La stagione femminile ebbe inizio il 1º dicembre 1990 nella Val di Zoldo, in Italia, e si concluse il 22 marzo 1991 a Waterville Valley, negli Stati Uniti; furono disputate 29 gare (9 discese libere, 5 supergiganti, 6 slalom giganti, 7 slalom speciali, 2 combinate), in 13 diverse località. L'austriaca Petra Kronberger si aggiudicò sia la Coppa del Mondo generale, sia quella di slalom speciale; la svizzera Chantal Bournissen vinse la Coppa di discesa libera, la francese Carole Merle quella di supergigante e la svizzera Vreni Schneider quella di slalom gigante. La Kronberger era la detentrice uscente della Coppa generale.

## Uomini

### Risultati
| Data             | Località               | Nazione       | Pista                          | Spec. | Primo                 | Secondo                       | Terzo                |
| ---------------- | ---------------------- | ------------- | ------------------------------ | ----- | --------------------- | ----------------------------- | -------------------- |
| 8 agosto 1990    | Mount Hutt             | Nuova Zelanda | Virgin Mile                    | SL    | Peter Roth            | Michael Tritscher             | Alberto Tomba        |
| 9 agosto 1990    | Mount Hutt             | Nuova Zelanda | Virgin Mile                    | GS    | Fredrik Nyberg        | Lasse Kjus                    | Franck Piccard       |
| 2 dicembre 1990  | Valloire               | Francia       | La Marmotte                    | SG    | Franck Piccard        | Franz Heinzer                 | Stephan Eberharter   |
| 8 dicembre 1990  | Val-d'Isère            | Francia       |                                | DH    | Leonhard Stock        | Franz Heinzer                 | Peter Wirnsberger    |
| 11 dicembre 1990 | Sestriere              | Italia        | Kandahar Slalom                | SL    | Alberto Tomba         | Ole Kristian Furuseth         | Rudolf Nierlich      |
| 14 dicembre 1990 | Val Gardena            | Italia        | Saslong                        | DH    | Franz Heinzer         | Berni Huber                   | Atle Skårdal         |
| 15 dicembre 1990 | Val Gardena            | Italia        | Saslong                        | DH    | Atle Skårdal          | Rob Boyd                      | Luc Alphand          |
| 16 dicembre 1990 | Alta Badia             | Italia        | Gran Risa                      | GS    | Alberto Tomba         | Urs Kälin                     | Marc Girardelli      |
| 18 dicembre 1990 | Madonna di Campiglio   | Italia        | 3-Tre                          | SL    | Ole Kristian Furuseth | Thomas Fogdö                  | Marc Girardelli      |
| 21 dicembre 1990 | Kranjska Gora          | Jugoslavia    | Podkoren                       | GS    | Alberto Tomba         | Urs Kälin                     | Marc Girardelli      |
| 22 dicembre 1990 | Kranjska Gora          | Jugoslavia    | Podkoren                       | SL    | Ole Kristian Furuseth | Thomas Fogdö                  | Thomas Stangassinger |
| 5 gennaio 1991   | Garmisch-Partenkirchen | Germania      | Kandahar                       | DH    | Daniel Mahrer         | Atle Skårdal Hannes Zehentner |                      |
| 6 gennaio 1991   | Garmisch-Partenkirchen | Germania      | Kandahar                       | SG    | Günther Mader         | Franz Heinzer                 | Marc Girardelli      |
| 12 gennaio 1991  | Kitzbühel              | Austria       | Streif                         | DH    | Franz Heinzer         | Peter Runggaldier             | Rob Boyd             |
| 13 gennaio 1991  | Kitzbühel              | Austria       | Ganslern                       | SL    | Marc Girardelli       | Ole Kristian Furuseth         | Rudolf Nierlich      |
| 13 gennaio 1991  | Kitzbühel              | Austria       | Streif Ganslern                | KB    | Marc Girardelli       | Lasse Kjus                    | Günther Mader        |
| 15 gennaio 1991  | Adelboden              | Svizzera      | Chuenisbärgli                  | GS    | Marc Girardelli       | Alberto Tomba                 | Rudolf Nierlich      |
| 19 gennaio 1991  | Wengen                 | Svizzera      | Lauberhorn                     | DH    | annullata             | annullata                     | annullata            |
| 20 gennaio 1991  | Wengen                 | Svizzera      | Männlichen/Jungfrau            | SL    | annullata             | annullata                     | annullata            |
| 20 gennaio 1991  | Wengen                 | Svizzera      | Lauberhorn Männlichen/Jungfrau | KB    | annullata             | annullata                     | annullata            |
| 26 febbraio 1991 | Oppdal                 | Norvegia      |                                | SL    | Rudolf Nierlich       | Paul Accola                   | Marc Girardelli      |
| 1º marzo 1991    | Lillehammer            | Norvegia      | Olympia-loypa                  | GS    | Alberto Tomba         | Rudolf Nierlich               | Stephan Eberharter   |
| 2 marzo 1991     | Lillehammer            | Norvegia      | Olympia-loypa                  | SL    | Michael Tritscher     | Thomas Stangassinger          | Paul Accola          |
| 8 marzo 1991     | Aspen                  | Stati Uniti   | Ruthie's                       | DH    | Franz Heinzer         | Atle Skårdal                  | Helmut Höflehner     |
| 9 marzo 1991     | Aspen                  | Stati Uniti   | Ruthie's                       | GS    | Alberto Tomba         | Rudolf Nierlich               | Marc Girardelli      |
| 10 marzo 1991    | Aspen                  | Stati Uniti   | Ruthie's                       | SL    | Rudolf Nierlich       | Thomas Fogdö                  | Fabio De Crignis     |
| 15 marzo 1991    | Lake Louise            | Canada        | Men's Downhill                 | DH    | Atle Skårdal          | Franz Heinzer                 | Helmut Höflehner     |
| 16 marzo 1991    | Lake Louise            | Canada        | Men's Downhill                 | DH    | Franz Heinzer         | Atle Skårdal                  | Patrick Ortlieb      |
| 17 marzo 1991    | Lake Louise            | Canada        | Men's Downhill                 | SG    | Markus Wasmeier       | Patrick Holzer                | Stephan Eberharter   |
| 21 marzo 1991    | Waterville Valley      | Stati Uniti   | World Cup T-Bar                | GS    | Alberto Tomba         | Ole Kristian Furuseth         | Rudolf Nierlich      |
| 23 marzo 1991    | Waterville Valley      | Stati Uniti   | World Cup T-Bar                | SL    | Thomas Fogdö          | Rudolf Nierlich Alberto Tomba |                      |

Legenda:

DH = discesa libera

SG = supergigante

GS = slalom gigante

SL = slalom speciale

KB = combinata

### Classifiche

#### Generale

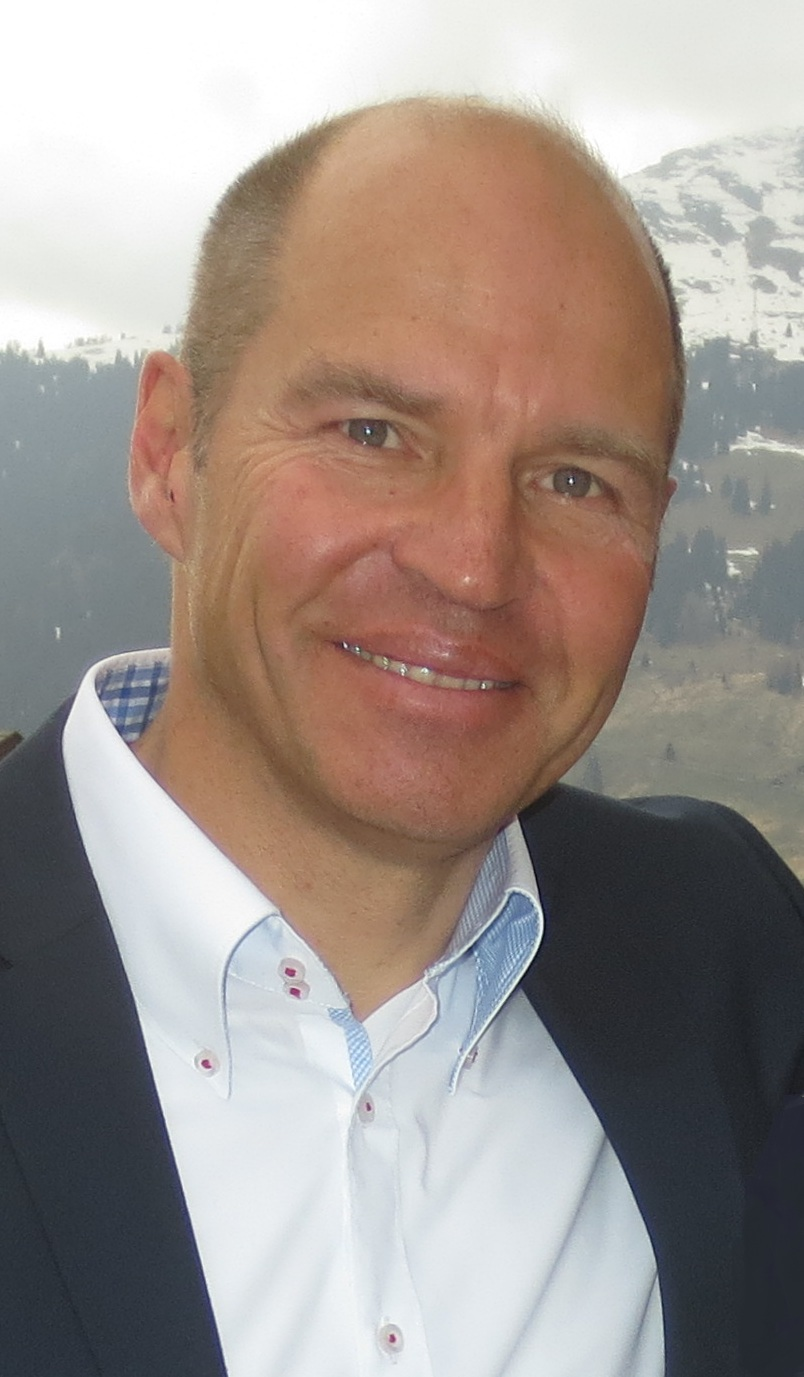
Marc Girardelli nel 2014

| Pos. | Nome                  | Nazione     | Punti |
| ---- | --------------------- | ----------- | ----- |
| 1    | Marc Girardelli       | Lussemburgo | 242   |
| 2    | Alberto Tomba         | Italia      | 222   |
| 3    | Rudolf Nierlich       | Austria     | 201   |
| 4    | Franz Heinzer         | Svizzera    | 199   |
| 5    | Ole Kristian Furuseth | Norvegia    | 156   |
| 6    | Atle Skårdal          | Norvegia    | 153   |
| 7    | Günther Mader         | Austria     | 117   |
| 8    | Paul Accola           | Svizzera    | 114   |
| 9    | Lasse Kjus            | Norvegia    | 103   |
| 10   | Thomas Fogdö          | Svezia      | 95    |

#### Discesa libera
| Pos. | Nome             | Nazione  | Punti |
| ---- | ---------------- | -------- | ----- |
| 1    | Franz Heinzer    | Svizzera | 159   |
| 2    | Atle Skårdal     | Norvegia | 125   |
| 3    | Daniel Mahrer    | Svizzera | 81    |
| 4    | Helmut Höflehner | Austria  | 64    |
| 5    | Rob Boyd         | Canada   | 62    |

#### Supergigante
| Pos. | Nome               | Nazione  | Punti |
| ---- | ------------------ | -------- | ----- |
| 1    | Franz Heinzer      | Svizzera | 40    |
| 2    | Stephan Eberharter | Austria  | 33    |
| 3    | Atle Skårdal       | Norvegia | 28    |
| 4    | Franck Piccard     | Francia  | 27    |
| 5    | Günther Mader      | Austria  | 26    |

#### Slalom gigante
| Pos. | Nome            | Nazione     | Punti |
| ---- | --------------- | ----------- | ----- |
| 1    | Alberto Tomba   | Italia      | 152   |
| 2    | Rudolf Nierlich | Austria     | 101   |
| 3    | Marc Girardelli | Lussemburgo | 84    |
| 4    | Urs Kälin       | Svizzera    | 64    |
| 5    | Fredrik Nyberg  | Svezia      | 52    |

#### Slalom speciale
| Pos. | Nome                  | Nazione     | Punti |
| ---- | --------------------- | ----------- | ----- |
| 1    | Marc Girardelli       | Lussemburgo | 110   |
| 2    | Ole Kristian Furuseth | Norvegia    | 102   |
| 3    | Rudolf Nierlich       | Austria     | 100   |
| 4    | Thomas Fogdö          | Svezia      | 95    |
| 5    | Thomas Stangassinger  | Austria     | 80    |

#### Combinata
Nel 1991 fu anche stilata la classifica della combinata, sebbene non venisse assegnato alcun trofeo al vincitore.
| Pos. | Nome               | Nazione     | Punti |
| ---- | ------------------ | ----------- | ----- |
| 1    | Marc Girardelli    | Lussemburgo | 25    |
| 2    | Lasse Kjus         | Norvegia    | 20    |
| 3    | Günther Mader      | Austria     | 15    |
| 4    | Paul Accola        | Svizzera    | 12    |
| 5    | Stephan Eberharter | Austria     | 11    |

## Donne

### Risultati
| Data             | Località               | Nazione     | Pista      | Spec. | Prima                  | Seconda            | Terza                  |
| ---------------- | ---------------------- | ----------- | ---------- | ----- | ---------------------- | ------------------ | ---------------------- |
| 1º dicembre 1990 | Val di Zoldo           | Italia      | Cristelin  | GS    | Petra Kronberger       | Vreni Schneider    | Pernilla Wiberg        |
| 2 dicembre 1990  | Val di Zoldo           | Italia      | Cristelin  | SL    | Petra Kronberger       | Ingrid Salvenmoser | Patricia Chauvet       |
| 8 dicembre 1990  | Altenmarkt-Zauchensee  | Austria     | Kälberloch | DH    | Katrin Gutensohn       | Petra Kronberger   | Kerrin Lee-Gartner     |
| 9 dicembre 1990  | Altenmarkt-Zauchensee  | Austria     | Kälberloch | SG    | Petra Kronberger       | Sigrid Wolf        | Anita Wachter          |
| 16 dicembre 1990 | Meiringen              | Svizzera    |            | SG    | Chantal Bournissen     | Petra Kronberger   | Lucie Laroche          |
| 21 dicembre 1990 | Morzine                | Francia     |            | DH    | Petra Kronberger       | Chantal Bournissen | Varvara Zelenskaja     |
| 22 dicembre 1990 | Morzine                | Francia     |            | SL    | Blanca Fernández Ochoa | Pernilla Wiberg    | Vreni Schneider        |
| 22 dicembre 1990 | Morzine                | Francia     |            | KB    | Ingrid Stöckl          | Florence Masnada   | Sabine Ginther         |
| 6 gennaio 1991   | Bad Kleinkirchheim     | Austria     |            | DH    | Katrin Gutensohn       | Sabine Ginther     | Chantal Bournissen     |
| 7 gennaio 1991   | Bad Kleinkirchheim     | Austria     |            | SL    | Pernilla Wiberg        | Monika Maierhofer  | Christine von Grünigen |
| 7 gennaio 1991   | Bad Kleinkirchheim     | Austria     |            | KB    | Petra Kronberger       | Sabine Ginther     | Florence Masnada       |
| 11 gennaio 1991  | Kranjska Gora          | Jugoslavia  | Podkoren   | GS    | Vreni Schneider        | Nataša Bokal       | Petra Kronberger       |
| 12 gennaio 1991  | Kranjska Gora          | Jugoslavia  | Podkoren   | SL    | Nataša Bokal           | Monika Maierhofer  | Veronika Šarec         |
| 13 gennaio 1991  | Kranjska Gora          | Jugoslavia  | Podkoren   | SL    | Petra Kronberger       | Ingrid Salvenmoser | Veronika Šarec         |
| 18 gennaio 1991  | Méribel                | Francia     |            | DH    | Petra Kronberger       | Carole Merle       | Veronika Wallinger     |
| 19 gennaio 1991  | Méribel                | Francia     |            | SG    | Petra Kronberger       | Michaela Gerg      | Carole Merle           |
| 8 febbraio 1991  | Garmisch-Partenkirchen | Germania    | Kandahar   | DH    | Chantal Bournissen     | Carole Merle       | Veronika Wallinger     |
| 9 febbraio 1991  | Garmisch-Partenkirchen | Germania    | Kandahar   | SG    | Carole Merle           | Karin Dedler       | Michaela Gerg          |
| 10 febbraio 1991 | Zwiesel                | Germania    |            | GS    | Anita Wachter          | Eva Twardokens     | Vreni Schneider        |
| 24 febbraio 1991 | Furano                 | Giappone    |            | DH    | Anja Haas              | Chantal Bournissen | Varvara Zelenskaja     |
| 24 febbraio 1991 | Furano                 | Giappone    |            | SG    | Carole Merle           | Edith Thys         | Sabine Ginther         |
| 9 marzo 1991     | Lake Louise            | Canada      |            | DH    | Sabine Ginther         | Chantal Bournissen | Svetlana Gladyševa     |
| 10 marzo 1991    | Lake Louise            | Canada      |            | GS    | Pernilla Wiberg        | Vreni Schneider    | Sylvia Eder            |
| 11 marzo 1991    | Lake Louise            | Canada      |            | SL    | Vreni Schneider        | Kristina Andersson | Anita Wachter          |
| 15 marzo 1991    | Vail                   | Stati Uniti |            | DH    | Sabine Ginther         | Lucie Laroche      | Chantal Bournissen     |
| 16 marzo 1991    | Vail                   | Stati Uniti |            | DH    | Chantal Bournissen     | Anja Haas          | Sabine Ginther         |
| 17 marzo 1991    | Vail                   | Stati Uniti |            | GS    | Vreni Schneider        | Julie Lunde Hansen | Anita Wachter          |
| 20 marzo 1991    | Waterville Valley      | Stati Uniti |            | SL    | Pernilla Wiberg        | Vreni Schneider    | Petra Kronberger       |
| 22 marzo 1991    | Waterville Valley      | Stati Uniti |            | GS    | Julie Parisien         | Ulrike Maier       | Julie Lunde Hansen     |

Legenda:

DH = discesa libera

SG = supergigante

GS = slalom gigante

SL = slalom speciale

KB = combinata

### Classifiche

#### Generale
| Pos. | Nome                   | Nazione  | Punti |
| ---- | ---------------------- | -------- | ----- |
| 1    | Petra Kronberger       | Austria  | 312   |
| 2    | Sabine Ginther         | Austria  | 195   |
| 3    | Vreni Schneider        | Svizzera | 185   |
| 4    | Chantal Bournissen     | Svizzera | 181   |
| 5    | Carole Merle           | Francia  | 176   |
| 6    | Anita Wachter          | Austria  | 142   |
| 7    | Pernilla Wiberg        | Svezia   | 140   |
| 8    | Ingrid Salvenmoser     | Austria  | 103   |
| 9    | Michaela Gerg          | Germania | 94    |
| 10   | Blanca Fernández Ochoa | Spagna   | 88    |

#### Discesa libera
| Pos. | Nome               | Nazione  | Punti |
| ---- | ------------------ | -------- | ----- |
| 1    | Chantal Bournissen | Svizzera | 140   |
| 2    | Sabine Ginther     | Austria  | 122   |
| 3    | Petra Kronberger   | Austria  | 90    |
| 4    | Carole Merle       | Francia  | 76    |
| 5    | Veronika Wallinger | Austria  | 74    |

#### Supergigante
| Pos. | Nome             | Nazione  | Punti |
| ---- | ---------------- | -------- | ----- |
| 1    | Carole Merle     | Francia  | 88    |
| 2    | Petra Kronberger | Austria  | 70    |
| 3    | Michaela Gerg    | Germania | 44    |
| 4    | Karin Dedler     | Germania | 33    |
| 4    | Katja Seizinger  | Germania | 33    |

#### Slalom gigante
| Pos. | Nome               | Nazione     | Punti |
| ---- | ------------------ | ----------- | ----- |
| 1    | Vreni Schneider    | Svizzera    | 113   |
| 2    | Anita Wachter      | Austria     | 79    |
| 3    | Pernilla Wiberg    | Svezia      | 61    |
| 4    | Eva Twardokens     | Stati Uniti | 57    |
| 5    | Sylvia Eder        | Austria     | 50    |
| 5    | Julie Lunde Hansen | Norvegia    | 50    |

#### Slalom speciale
| Pos. | Nome                   | Nazione  | Punti |
| ---- | ---------------------- | -------- | ----- |
| 1    | Petra Kronberger       | Austria  | 83    |
| 2    | Pernilla Wiberg        | Svezia   | 79    |
| 3    | Blanca Fernández Ochoa | Spagna   | 76    |
| 4    | Ingrid Salvenmoser     | Austria  | 75    |
| 5    | Vreni Schneider        | Svizzera | 72    |

#### Combinata
Nel 1991 fu anche stilata la classifica della combinata, sebbene non venisse assegnato alcun trofeo alla vincitrice.
| Pos. | Nome             | Nazione  | Punti |
| ---- | ---------------- | -------- | ----- |
| 1    | Sabine Ginther   | Austria  | 35    |
| 1    | Florence Masnada | Francia  | 35    |
| 3    | Ingrid Stöckl    | Austria  | 34    |
| 4    | Petra Kronberger | Austria  | 25    |
| 5    | Michaela Gerg    | Germania | 21    |